# 穆苏朗斯
穆苏朗斯（法語：Moussoulens，法語發音：[musulɛ̃s] ⓘ）是法国奥德省的一个市镇，位于该省北部偏西，属于卡尔卡松区。

## 地名
该地名“Moussoulens”发音为[musulɛ̃s]，末尾字母“s”发音，《世界地名翻译大辞典》与《世界地名译名词典》将其误译作“穆苏朗”。

## 地理
穆苏朗斯（43°16'46"N, 2°13'46"E）面积19.6 平方千米，位于法国奧克西塔尼大區奥德省，该省份为法国南部沿海省份，北起塔恩省，西北接上加龙省，西接阿列日省，南至东比利牛斯省，东临地中海，东北与埃罗省接壤。
与穆苏朗斯接壤的市镇（或旧市镇、城区）包括：阿尔佐讷、阿拉贡、蒙托略、珀藏斯、圣厄拉利、旺特纳克卡巴代斯。
穆苏朗斯的时区为UTC+01:00、UTC+02:00（夏令时）。

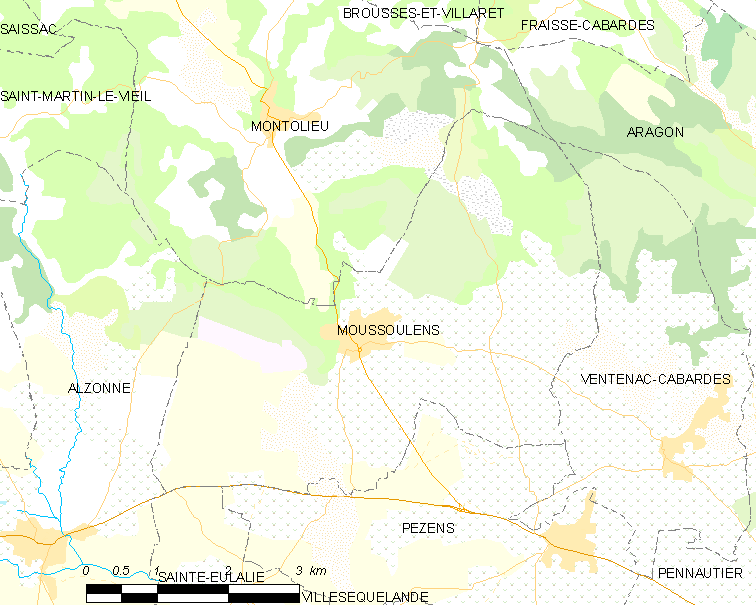
穆苏朗斯的OSM定位图

## 行政
穆苏朗斯的邮政编码为11170，INSEE市镇编码为11259。

## 政治
穆苏朗斯所属的省级选区为努瓦尔山区拉马勒佩尔县。

## 人口

1962-2008年间穆苏朗斯人口变化图示

穆苏朗斯于2022年1月1日时的人口数量为988人。

## 交通
奥德省省道D38线、D48线和D629线在境内交汇。卡尔卡松公交D线经过境内。